# Šestanovac
Šestanovac falu és község Horvátországban Split-Dalmácia megyében.

## Fekvése
Splittől légvonalban 38, közúton 57 km-re keletre, Makarskától légvonalban 19, közúton 34 km-re északnyugatra, a dalmát Zagora területén fekszik. Domborzata a Cetina bal partjának termékeny mezőből, a keletebbre fekvő karsztos fennsíkokig terjed. Északról a Vitrenik, keleten a Sidoč, délkeleten a Bikovo magaslatai, délnyugaton a Cetina folyó szurdoka, északnyugaton pedig a Kreševnica-hegy határolja.

## A község települései
Közigazgatásilag Grabovac, Katuni, Kreševo és Žeževica települések tartoznak hozzá.

## Története
A Cetina folyó melléke már a kezdetektől fogva kiválóan alkalmas volt a földművelésre és állattartásra. Az ember itteni korai jelenlétéről számos régészeti lelet tanúskodik. Újkőkori régészeti lelőhelyek a Grabovac melletti Velika peć és Orje neolitikumi vára Žeževica közelében. A bronzkorból több vármaradvány is található a község területén. Ilyenek a kreševo poljei Dorbkovci, a katuni poljei Gola Glava és a šestanovaci Bobovac lelőhelyek. A vaskor emléke Trbotor várának romja Žeževica mellett. Az első ismert itt élt nép az illírek egyik törzse a dalmaták voltak, akik a magaslatokon épített, jól védhető erődített településeikben laktak. Innen könnyen ellenőrizni tudták a környező vidéket. Többségük állattartással foglalkozott, kisebb részük pedig földművelésből élt. A rómaiak csak hosszú ideig tartó harcok után hódították meg ezt a vidéket, melyek az i. e. 156. évtől egészen 9-ig tartottak. A dalmátok elleni egyik hadjáratot i. e. 34-ben maga a későbbi császár Octavianus vezette. Az illírek elleni 9-ben aratott végső győzelem után Dalmáciára békésebb idők következtek, mely időszak 378-ig a nagy népvándorlásig tartott. Az illír lakosság nagy gazdasági fejlődésen ment át és romanizálódott. A római úthálózat részeként a község területén haladt át a Tronumtól (Cista Velika)  Katuni Poljén át Poljicáig, illetve a Gornja Žeževicán át Grabovacig vezető út. A római korból maradtak fenn a bobovaci, a nezgrijai és a jastrebi vármaradványok, valamint Kreševo Poljénál egy római villagazdaság alapfalai. Jelentősek a Katuni poljéhoz tartozó Radonján előkerült kisebb római kori település maradványai ahonnan a mindennapi élet emlékeként nagy mennyiségű kerámiatöredék került elő. A kereszténység elterjedését jelzi a katuni Gola Glaván feltárt 6. századi ókeresztény templom maradványa, melyet a horvátok ősei a 9. században újjáépítettek, majd a 18. században ennek a  romjain építették fel a mai templomot. Kiemelkedő régészeti lelet a Grabovachoz tartozó Tadići nevű településrészen feltárt kőépület területén talált három domborműves ókeresztény töredék, melyek egykori templom oltár előépítményének a részei lehettek. Az 533-as salonai zsinat idején ez a terület a zagorai plébániához tartozott, melynek valószínűleg a mai Zagvozd volt a székhelye.
A mai horvátok ősei a 7. században (626 körül) az avar hódítás után érkeztek ide és 925-ben megalapították királyságukat. A Horvát Királyság uralma kétszáz évig tartott, ezután a többi horvát területtel együtt a 12. század elején a magyar királyok fennhatósága alá került. A 14. században területe a nagy kiterjedésű radobiljai plébániához tartozott, melyet 1376-ban egy birtokper kapcsán említenek először. A radoniljai plébánia az óhorvát imotai zsupánság területéből jött létre. Ebben az időszakban a Nenadićok voltak a térség urai, akik 1382-ben I. Tvrtko bosnyák királytól kapták adományként. A 15. század első felében e terület gyakran volt színtere a horvát és bosnyák hadak, illetve a Velencei Köztársaság közötti összecsapásoknak. 1408-ban Ostoja bosnyák király a Radivojević testvéreknek adta. Miután 1409-ben Nápolyi László a horvátok által elismert horvát-magyar királyként százezer aranydukátért eladta, 1420-ra egész Dalmácia a Velencei Köztársaság uralma alá került. 1463-ban a török meghódította a szomszédos Boszniát, majd 1471-re ez a terület is az Oszmán Birodalom fennhatósága alá került. A lakosság nagy része délre a tengermellékre, főként Poljica, Kaštel és a Brać-sziget környékére menekült. Kreševo, Katuni és Žeževica területe többször volt a horvátok és a velenceiek véres törökellenes támadásainak színtere. 1572-ben a poljicai születésű Ugrinović püspök török ellenes felkelést robbantott ki, melynek során rövid időre a térség velencei kézre került. 1573-ban azonban már újra török kézen volt és a török hadak végigpusztították vidékét. Az egyik legnagyobb összecsapás 1652-ben zajlott le, melynek során Krsto Zavoreo és Juraj Papalić vezetésével háromezer keresztény katona indult Duare várának elfoglalására. Először Sliménél, majd a radobiljai Katunnál is szétvertek egy török sereget, ezt követően pedig elfoglalták a várat. Az 1699-es karlócai béke török kézen hagyta. Végleges felszabadulása csak az újabb velencei-török háborút lezáró pozsareváci békével 1718-ban történt meg. A felszabadulás után Katunon, Žeževicán és Grabovacon is templomok épültek és megtörtént a térség kataszteri felmérése. A velencei uralomnak 1797-ben vége szakadt és osztrák csapatok vonultak be Dalmáciába. 1806-ban az osztrákokat legyőző franciák uralma alá került, de Napóleon lipcsei veresége után 1813-ban újra az osztrákoké lett. A francia uralom idején épült meg a Kninből Kreševón, Katunon, Žeževicán és Grabovacon át Dubrovnikig vezető főút. 1850-ben Šestanovacon csendőrőrs létesült. Katunon a Dešković-házban 1871-ben megnyílt a község első fiúiskolája. A településnek 1880-ban 94, 1910-ben 67 lakosa volt. 1918-ban az új szerb-horvát-szlovén állam, majd később Jugoszlávia része lett. A háború után a szocialista Jugoszláviához került. A lakosság elvándorlása az 1960-as évektől vette kezdetét. 1963-ban megnyílt a település első alapiskolája. 1991 óta a független Horvátországhoz tartozik. Az 1990-es évek óta lakossága rohamosan csökkent. 2011-ben a településnek 426 lakosa volt.

## Lakosság
| Lakosság változása | Lakosság változása | Lakosság változása | Lakosság változása | Lakosság változása | Lakosság változása | Lakosság változása | Lakosság változása | Lakosság változása | Lakosság változása | Lakosság változása | Lakosság változása | Lakosság változása | Lakosság változása | Lakosság változása | Lakosság változása |
| ------------------ | ------------------ | ------------------ | ------------------ | ------------------ | ------------------ | ------------------ | ------------------ | ------------------ | ------------------ | ------------------ | ------------------ | ------------------ | ------------------ | ------------------ | ------------------ |
| 1857               | 1869               | 1880               | 1890               | 1900               | 1910               | 1921               | 1931               | 1948               | 1953               | 1961               | 1971               | 1981               | 1991               | 2001               | 2011               |
| 0                  | 0                  | 94                 | 97                 | 108                | 67                 | 0                  | 247                | 428                | 807                | 588                | 788                | 383                | 572                | 530                | 426                |

(1857-ben, 1869-ben és 1921-ben lakosságát Žeževicához, 1857 és 1961 között lakosságának egy részét Katunihoz számították.)

## Nevezetességei
- A településen működik a Kis Jézus szolgálói női szerzetesrend háza. A rend 1966-ban érkezett Šestanovacra, ahol a split-makarskai érsekség vásárolt egy földszintes házat a részükre. Itt építették fel rendházukat és benne a Fatimai Szűzanya tiszteletére szentelt kápolnájukat, ahol rendszeres misét tartanak és ahol a kommunista uralom idejében a hitoktatás is folyt.
- Bobovac bronzkori várának maradványai a település határában.